# Prangos stenoptera
Prangos stenoptera är en flockblommig växtart som beskrevs av Pierre Edmond Boissier och Friedrich Alexander Buhse. Prangos stenoptera ingår i släktet Prangos och familjen flockblommiga växter. Inga underarter finns listade i Catalogue of Life.